# 斯文·伦德奎斯特
斯文·伦德奎斯特（瑞典語：Sven Lundquist，1920年3月24日—2007年9月3日），瑞典男子射击运动员。他曾代表瑞典参加1948年夏季奥林匹克运动会射击比赛，获得男子25米手枪速射铜牌。